# 6114 Dalla-Degregori
6114 Dalla-Degregori è un asteroide della fascia principale. Scoperto nel 1984, presenta un'orbita caratterizzata da un semiasse maggiore pari a 2,2304512 UA e da un'eccentricità di 0,1275757, inclinata di 1,55084° rispetto all'eclittica.
L'asteroide è dedicato ai cantautori italiani Lucio Dalla e Francesco De Gregori.